# Chapelle de Locmaria de Belle-Isle-en-Terre
La chapelle de Locmaria est située sur la commune de Belle-Isle-en-Terre en France.

## Localisation
La chapelle est située sur la commune de Belle-Isle-en-Terre dans le département des Côtes-d'Armor, dans la région Bretagne.

## Description
La chapelle est un oratoire construit pour commémorer un fait miraculeux ou à la suite d'un vœu. Le plan irrégulier indique qu'elle a subi des transformations depuis sa construction (le bas-côté semble avoir été ajouté par la suite). L'extérieur présente tourelle, clochetons, pignons. À l'intérieur, charpente lambrissée apparente et jubé en bois. Le jubé est la pièce maîtresse de la chapelle, il est soutenu par quatre colonnes ciselées en torsades et ornées de pampres et de grappes de raisins. Sous elles, pendent sept anges portant des banderoles. Sa parenté de style avec le jubé de Kerfons (ce dernier comporte 15 personnages) fait attribuer les sculptures au même artiste. Il aurait été exécuté à la fin du XVe siècle ou au début du XVIe siècle.

## Historique
Elle serait la chapelle d'un monastère de moines templiers. Connue sous le nom de Notre-Dame de Pendréo (Notre-Dame de la Coqueluche), on y venait implorer la Vierge pour la guérison des enfants souffrant de cette maladie (mortelle à l'époque), ceci avant de se rendre à la fontaine miraculeuse située à quelques arpents sur un autre tertre. Cette croyance est racontée sur le vitrail, à droite du maître-autel.
En 1734, les portails de bois de la chapelle seront remplacés. En 1875, un orage éclate au-dessus de Locmaria et la foudre tombe sur la chapelle. Le clocher est détruit, les vitraux brisés, le clocheton sera rebâtit. Les vitraux ne seront remplacés qu'en 1930, don de sir Robert Mond et Lady Mond.
La chapelle est classée au titre des monuments historiques par arrêté du 18 août 1928.

## Galerie

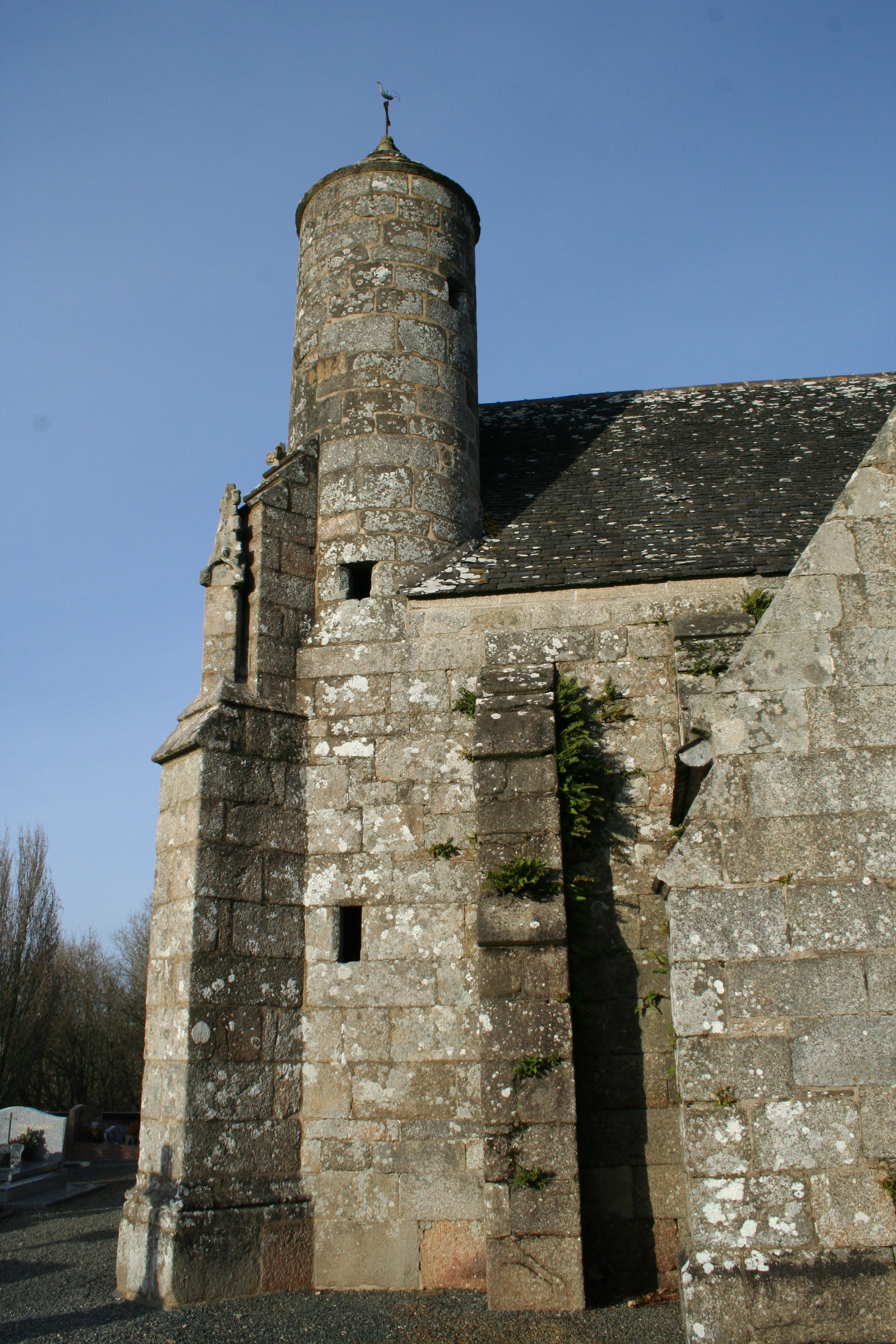
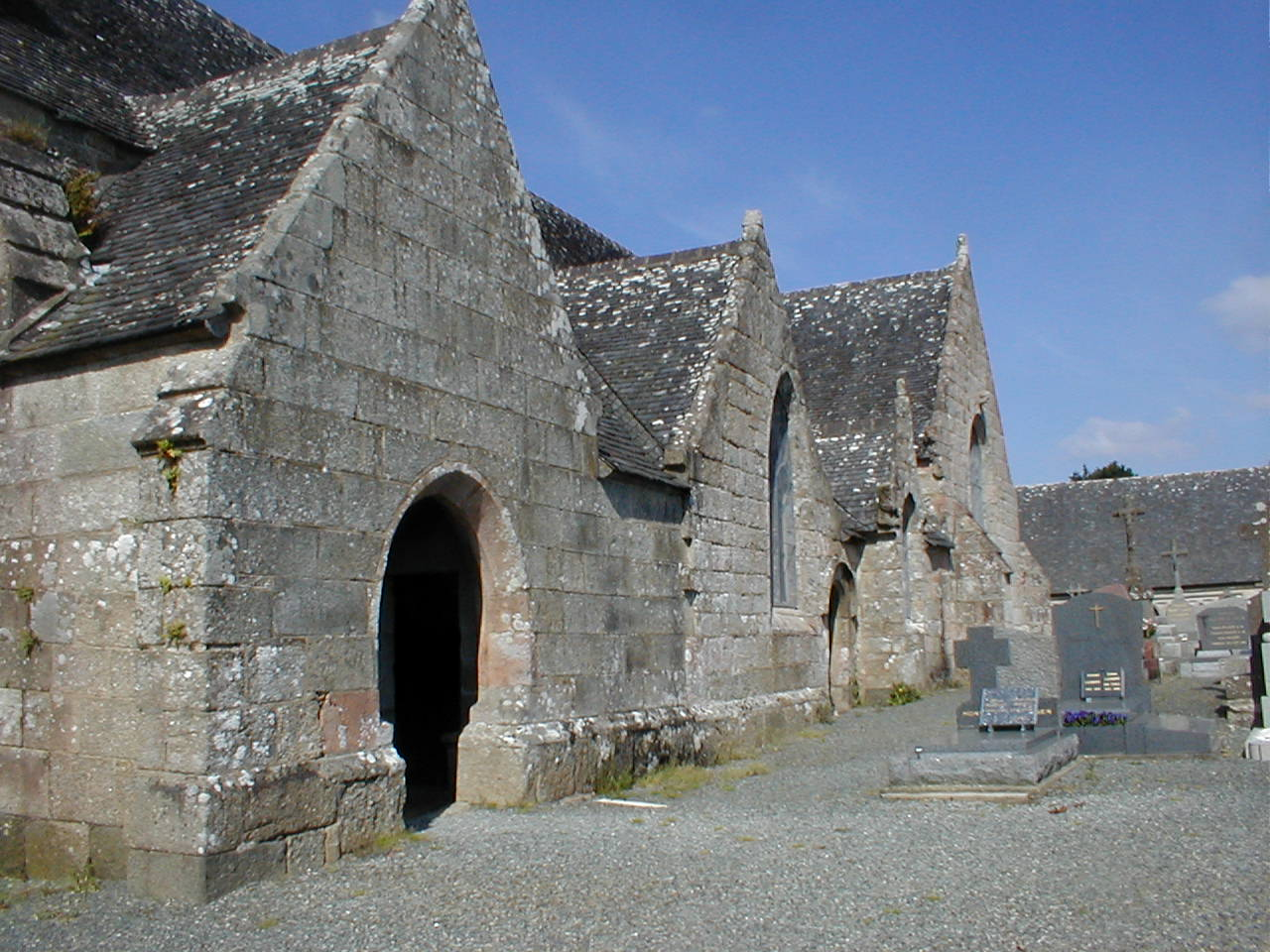
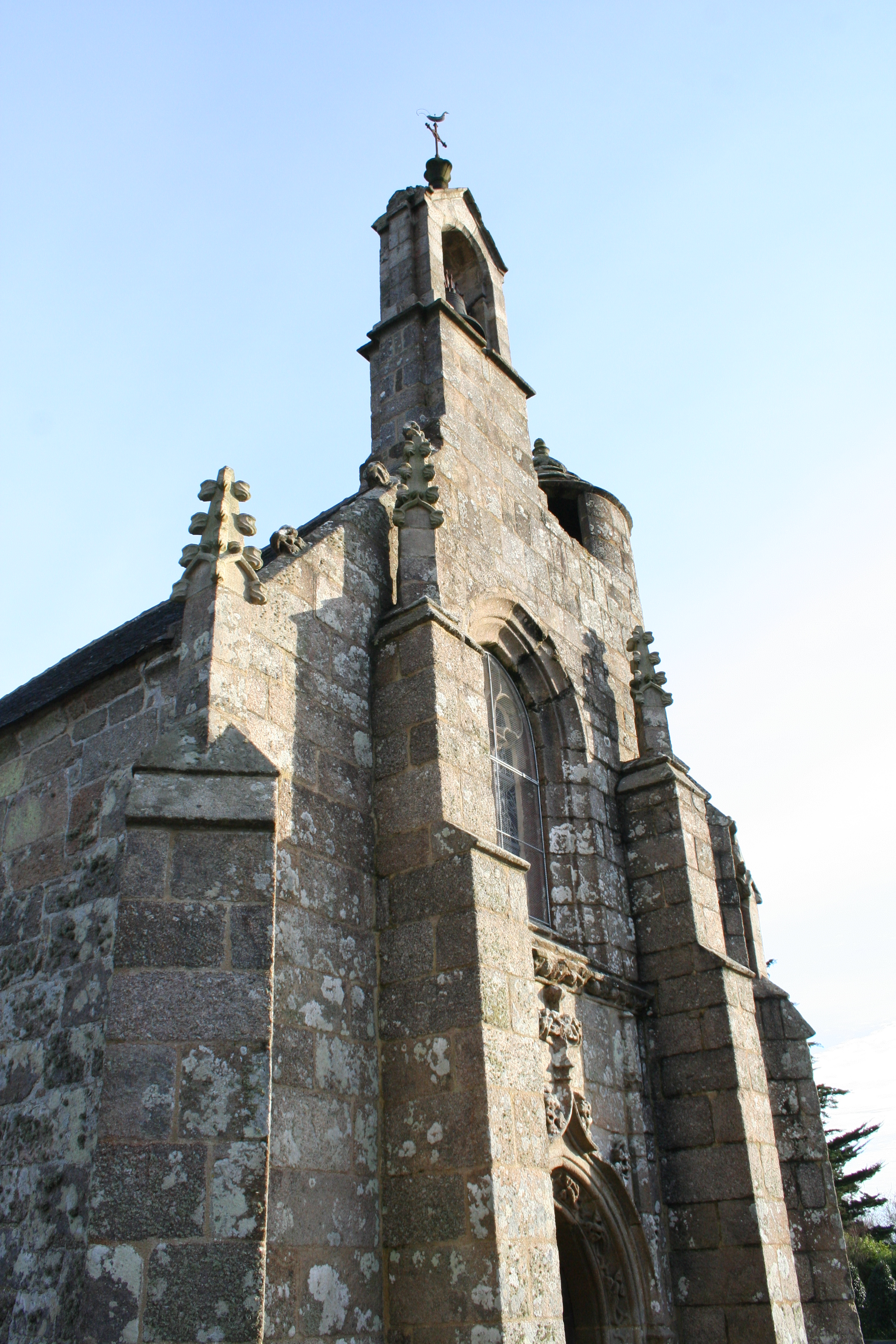
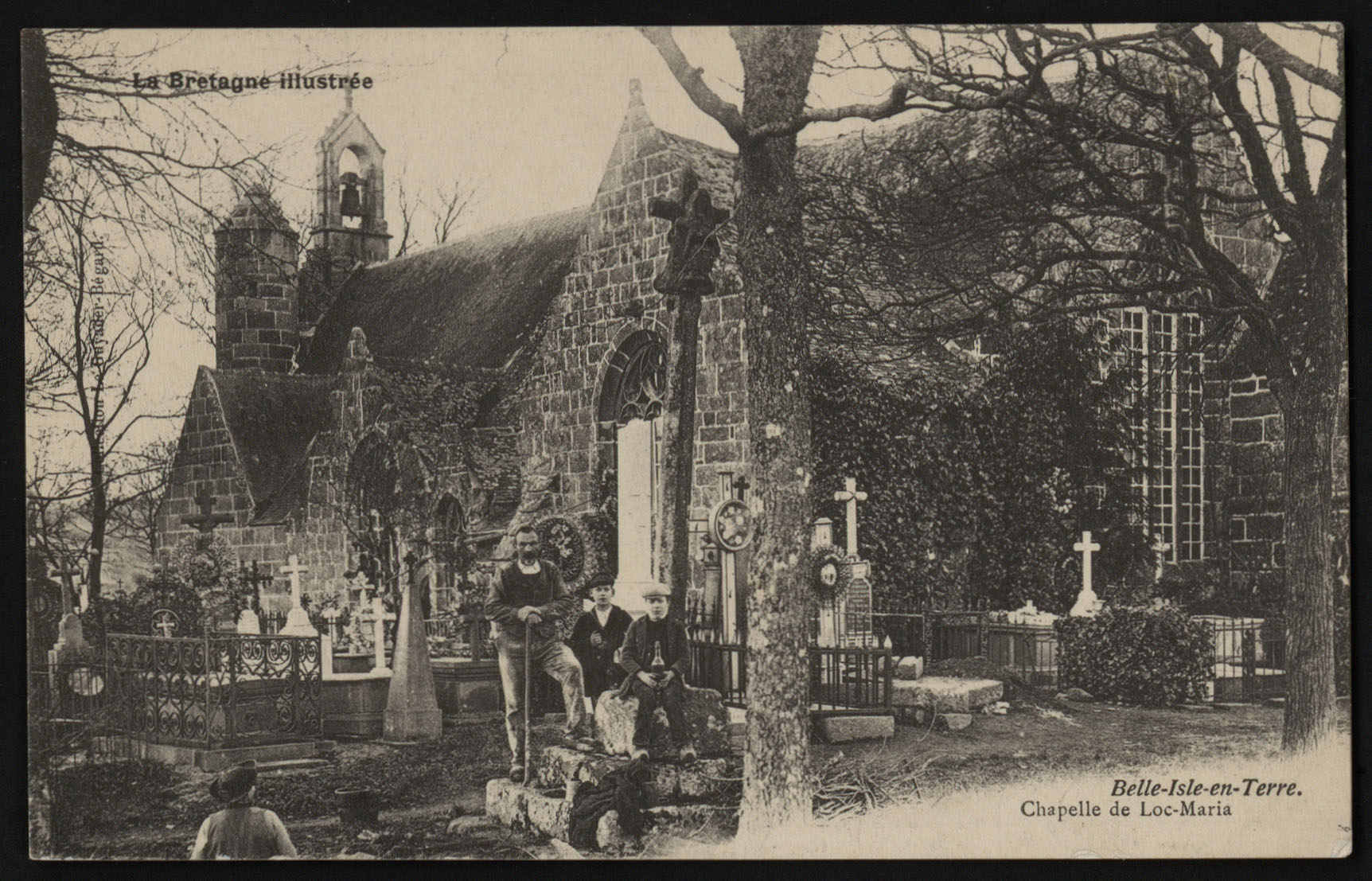
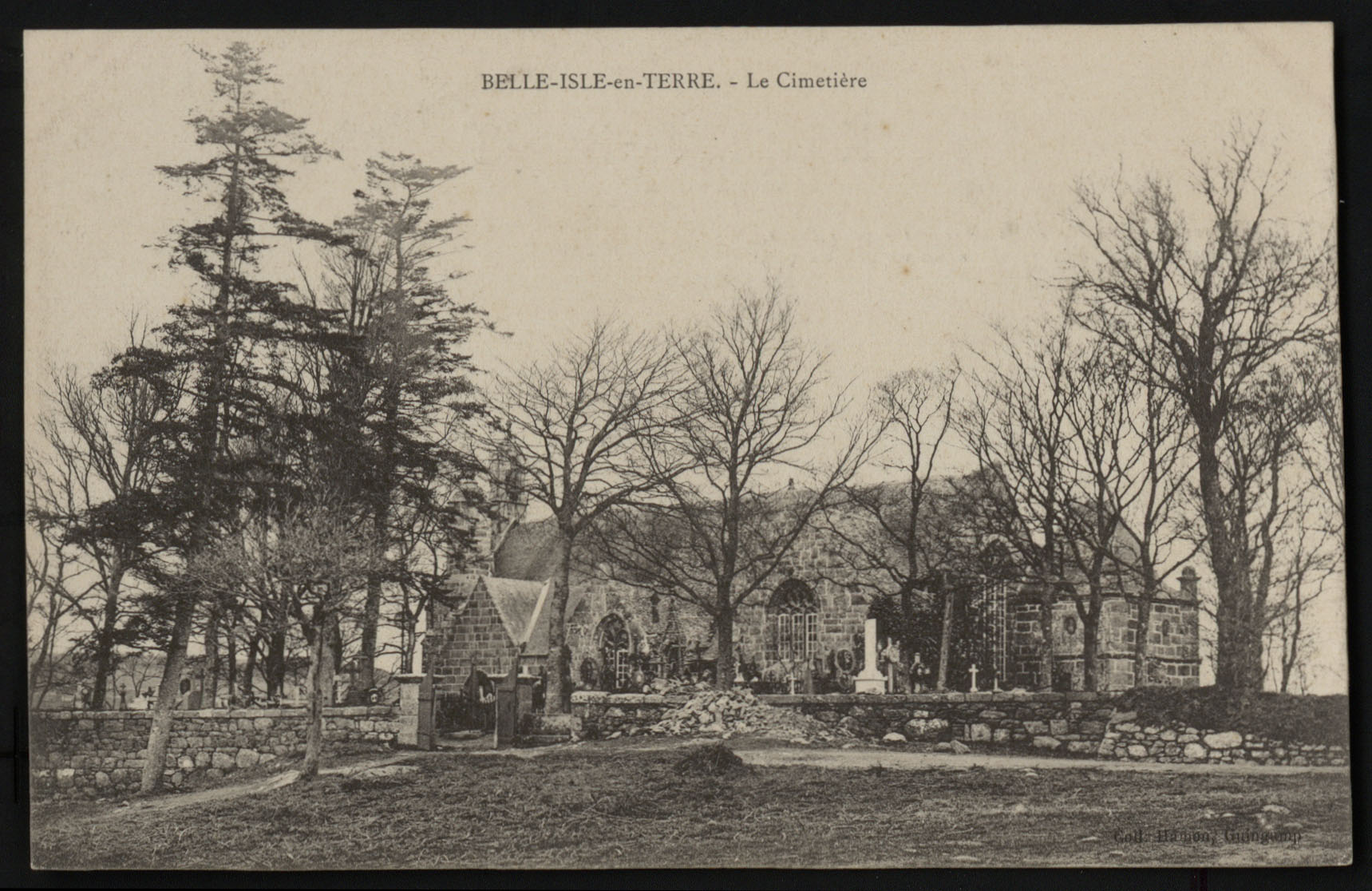
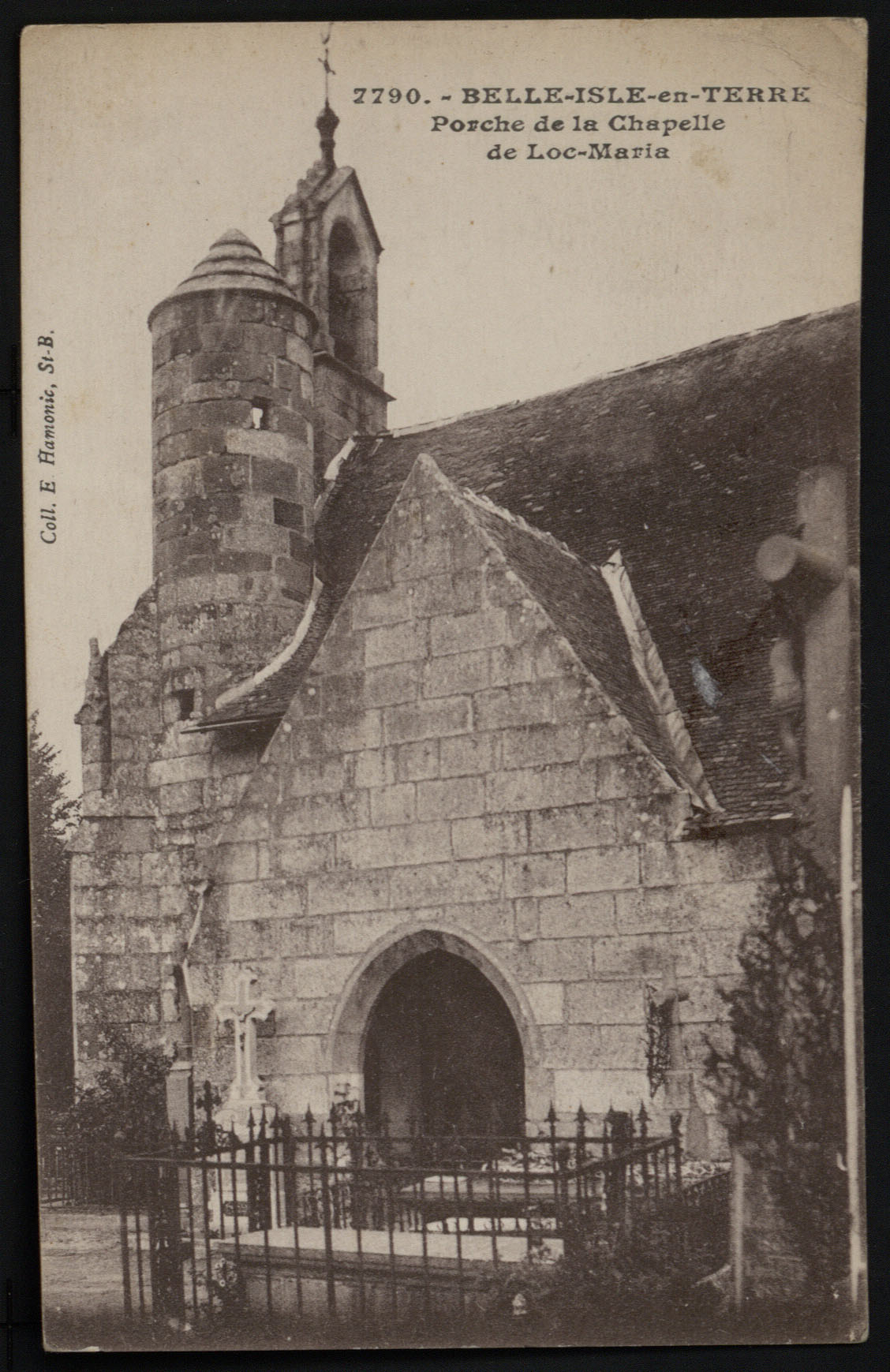